# Rotiferophthora brevipes
Rotiferophthora brevipes är en svampart som beskrevs av G.L. Barron 1991. Rotiferophthora brevipes ingår i släktet Rotiferophthora och familjen Cordycipitaceae.   Inga underarter finns listade i Catalogue of Life.